# Mancommunautés de la province de Castellón
 (août 2025).
Motif : Insuffisamment de sources secondaires démontrant le notoriété requise pour un article Cf WP:CAA et WP:NPER
- Archive Wikiwix
- Bing
- Cairn
- DuckDuckGo
- E. Universalis
- Gallica
- Google
- G. Books
- G. News
- G. Scholar
- Persée
- Qwant
- (zh) Baidu
- (ru) Yandex
- (wd) trouver des œuvres sur Wikidata

| 1. | Préciser le motif de la pose du bandeau. | Précisez le motif de la pose du bandeau en utilisant la syntaxe suivante : {{admissibilité à vérifier\|date=août 2025\|motif=remplacez ce texte par le motif}}                                                  |
| 2. | Informer les utilisateurs concernés.     | Pensez à avertir le créateur de l'article, par exemple, en insérant le code ci-dessous sur sa page de discussion : {{subst:avertissement admissibilité à vérifier\|Mancommunautés de la province de Castellón}} |

Liste des mancommunautés de la province de Castellón

## Mancommunautés de la province de Castellón/Castelló (Communauté valencienne)
A la date du 19 décembre 2006
| Numéro du registre | Nom de la Mancomunidad                        |
| ------------------ | --------------------------------------------- |
| 0512001            | Mancomunidad Turística del Maestrazgo         |
| 0512002            | Mancomunidad Intermunicipal del Alto Mijares  |
| 0512003            | Mancomunidad "Espadán-Mijares"                |
| 0512005            | Mancomunidad "Castelló Nord"                  |
| 0512006            | Mancomunidad Intermunicipal del Alto Palancia |
| 0512007            | Mancomunidad Comarcal Els Ports               |
| 0512008            | Mancomunidad "Baix Maestrat"                  |
| 0512009            | Mancomunidad "Plana Alta"                     |